# 반단순 가군
환론에서 반단순 가군(半單純加群, 영어: semisimple module)은 단순 가군들의 직합으로 분해되는 가군이다.

## 정의
환 {\displaystyle R} 위의 왼쪽 가군 {\displaystyle _{R}M}에 대하여, 다음 조건들이 서로 동치이며, 이를 만족시키는 가군을 왼쪽 반단순 가군이라고 한다.
- 왼쪽 단순 가군들의 직합으로 나타낼 수 있다. 즉, {\displaystyle _{R}M\cong \bigoplus _{i\in I}{}_{R}N_{i}}가 되는 단순 가군의 집합 {\displaystyle \{{}_{R}N_{i}\}_{i\in I}}이 존재한다.
- {\displaystyle _{R}M}의 모든 단순 부분 가군들의 합이다. 즉, {\displaystyle _{R}M}의 단순 부분 가군들이 {\displaystyle \{{}_{R}N_{i}\}_{i\in I}}일 때, {\displaystyle \textstyle {}_{R}N=\sum _{i\in I}{}_{R}N_{i}}로 정의한다면, {\displaystyle {}_{R}N={}_{R}M}이다. (여기서 {\displaystyle \textstyle \sum _{i}}은 {\displaystyle M}의 원소의 합이다.)
- 임의의 부분 가군 {\displaystyle _{R}N\subseteq {}_{R}M}에 대하여, {\displaystyle _{R}M\cong {}_{R}N\oplus {}_{R}P}인 왼쪽 가군 {\displaystyle {}_{R}P}가 존재한다.
- {\displaystyle \operatorname {soc} {}_{R}M={}_{R}M}이다. 여기서 {\displaystyle \operatorname {soc} }는 가군의 주각이다.

오른쪽 반단순 가군도 마찬가지로 정의된다.

## 성질
반단순 가군의 부분 가군과 몫가군 역시 반단순 가군이다.
반단순 가군들의 직합 역시 반단순 가군이다.
환 {\displaystyle R} 위의 반단순 가군 {\displaystyle M}의 자기준동형환 {\displaystyle \operatorname {End} _{R}M}은 폰 노이만 정칙환이다 (따라서 반원시환이다).
반단순환 위의 모든 가군은 반단순 가군이다.

## 예
나눗셈환 {\displaystyle D} 위의 모든 가군은 반단순 가군이다. (이는 나눗셈환은 반단순환이기 때문이다.) 이 경우, 단순 가군은 나눗셈환 {\displaystyle D} 스스로이며, 모든 자유 가군은 {\displaystyle D}의 직합과 동형이다. 특히, 체 위의 모든 벡터 공간은 반단순 가군이다.
정수환 {\displaystyle \mathbb {Z} } 위의 가군은 아벨 군이며, 정수환 위의 단순 가군은 (아벨 군인 단순군이므로) 소수 크기의 순환군 {\displaystyle \operatorname {Cyc} (p)}이다. 따라서, 정수환 위의 반단순 가군은 소수 크기의 순환군들의 직합이다.

## 같이 보기
- 반단순환